# Papizm
Papizm (od fr. pape, papież, i łac. papa, ojciec, biskup) – określenie postawy zwolennika działań i postanowień (również pozareligijnych) papiestwa. 
Pojęcie to powstało w XVI wieku, w czasach rozłamu w europejskim Kościele na luteranizm i katolicyzm. Protestanci nazywali papistami (w pejoratywnym znaczeniu) wszystkich katolików, zarzucając im przedkładanie politycznych interesów papieża nad interesy własnego kraju. 
W okresie rewolucji francuskiej w XVIII wieku papistami nazywano zwolenników kardynałów i biskupów, którzy (wraz z krwawą likwidacją monarchii) pozbawieni zostali wpływów na losy Francji. Papiści byli mordowani na równi z członkami francuskiej rodziny królewskiej i arystokratami. Przeciwników papistów zwano antypapistami. 
Współcześnie, wobec utraty większości politycznych wpływów Watykanu i papiestwa w Europie, określenie „papizm” rzadko pojawia się w debatach politycznych. Używane jest ono czasem przez przeciwników Kościoła katolickiego, zwykle wywodzących się z kręgów lewicowych lub będących fundamentalistami protestanckimi (zwłaszcza w Irlandii Północnej). Za współczesną odmianę papizmu uważają oni członkostwo w Opus Dei lub inną działalność w ramach Kościoła katolickiego, która interpretowana może być jako przedkładanie dobra Stolicy Apostolskiej nad rację stanu własnego kraju. Współcześnie środowiska lewicowe nazywają takie postawy polityczne klerykalizmem (albo watykanizmem), natomiast postawa sprzeciwu wobec pozareligijnych wpływów Watykanu to antyklerykalizm (albo antywatykanizm).